# Araneus hampei
Araneus hampei är en spindelart som beskrevs av Simon 1895. Araneus hampei ingår i släktet Araneus och familjen hjulspindlar. Inga underarter finns listade i Catalogue of Life.